# Eutrepsia pacilius
Eutrepsia pacilius là một loài bướm đêm trong họ Geometridae.